# Mercè Diogène Guilera
Mercè Diogène Guilera (Perpinyà, 1922 - Sant Cugat del Vallès, 18 d'agost de 2014) fou una pintora, gravadora i artista tèxtil nord-catalana.

## Biografia
Estudià a Barcelona i a Sant Cugat del Vallès, on des d'aleshores hi va residir i hi va aprendre l'art de la tapisseria amb Carles Delclaux. Durant la guerra civil espanyola es traslladà a Marsella i va acabar l'aprenentatge amb Bernad Dorival, Conservador del Museu d'Art Modern de París.
La seva pintura va derivar de l'Impressionisme i va destacar per la calidesa de les entonacions. Els seus temes preferits foren el paisatge i la natura morta, però també realitzà tapissos de natura abstracta. El 1998 fou guardonada amb la Creu de Sant Jordi.
Va viure durant 60 anys a Valldoreix. Durant l'últim any, la ciutat de Sant Cugat li va retre un homenatge amb diverses exposicions i la instal·lació del tapís Vibracions al vestíbul de l'ajuntament.